# Dasineura myrciariae
Dasineura myrciariae är en tvåvingeart som beskrevs av Maia 1996. Dasineura myrciariae ingår i släktet Dasineura och familjen gallmyggor. Inga underarter finns listade i Catalogue of Life.